# Estrecho de Bougainville

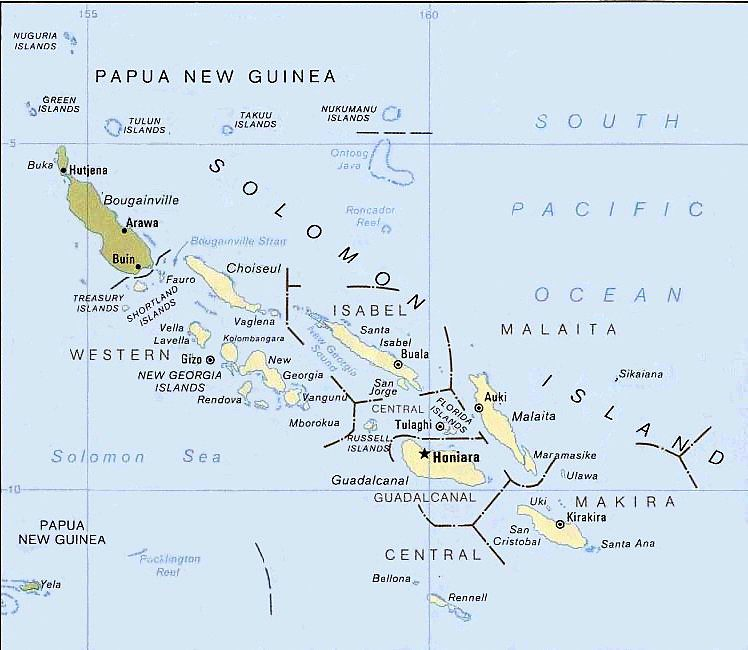
El estrecho de Bougainville y las Islas Salomón.

El estrecho de Bougainville es un estrecho que separa la isla Choiseul de la isla Bougainville, en la parte occidental del Océano Pacífico. Fue cruzado por primera vez en 1768 por Louis Antoine de Bougainville, quién le dio el nombre. El teniente británico John Shortland de la Royal Navy navegó en el estrecho en 1788, dando el nombre Islas del Tesoro (Treasury Islands) a varias islas en el estrecho. Éste nombró al estrecho con su nombre, pero más tarde fue conocido como Bougainville.
El estrecho de Bougainville forma parte de la ruta marítima mercante entre el estrecho de Torres y el canal de Panamá. Es una de las tres grandes rutas para la marina mercante que pasa por las Islas Salomón: las rutas son el estrecho de Bougainville, el estrecho Indispensable que une el océano Pacífico, el Mar de Salomón y el Mar de Coral; el estrecho de Manning que conecta el Pacífico al estrecho de Nueva Georgia, conocido como 'The Slot', por el cual buques de la marina japonesa reabastecieron las guarniciones en la isla de Guadalcanal durante la Guerra del Pacífico.